# Warner (Wisconsin)
Warner es un pueblo ubicado en el condado de Clark en el estado estadounidense de Wisconsin. En el Censo de 2010 tenía una población de 669 habitantes y una densidad poblacional de 7,39 personas por km².

## Geografía
Warner se encuentra ubicado en las coordenadas 44°48′40″N 90°37′2″O / 44.81111, -90.61722. Según la Oficina del Censo de los Estados Unidos, Warner tiene una superficie total de 90.56 km², de la cual 89.71 km² corresponden a tierra firme y (0.94%) 0.85 km² es agua.

## Demografía
Según el censo de 2010, había 669 personas residiendo en Warner. La densidad de población era de 7,39 hab./km². De los 669 habitantes, Warner estaba compuesto por el 100% blancos, el 0% eran afroamericanos, el 0% eran amerindios, el 0% eran asiáticos, el 0% eran isleños del Pacífico, el 0% eran de otras razas y el 0% pertenecían a dos o más razas. Del total de la población el 0.6% eran hispanos o latinos de cualquier raza.